# 安道拓
安道拓（英語：Adient plc）是一家美国-爱尔兰汽车零件供应商。 截至2017年是世界上最大的汽车座椅制造商。

## 历史

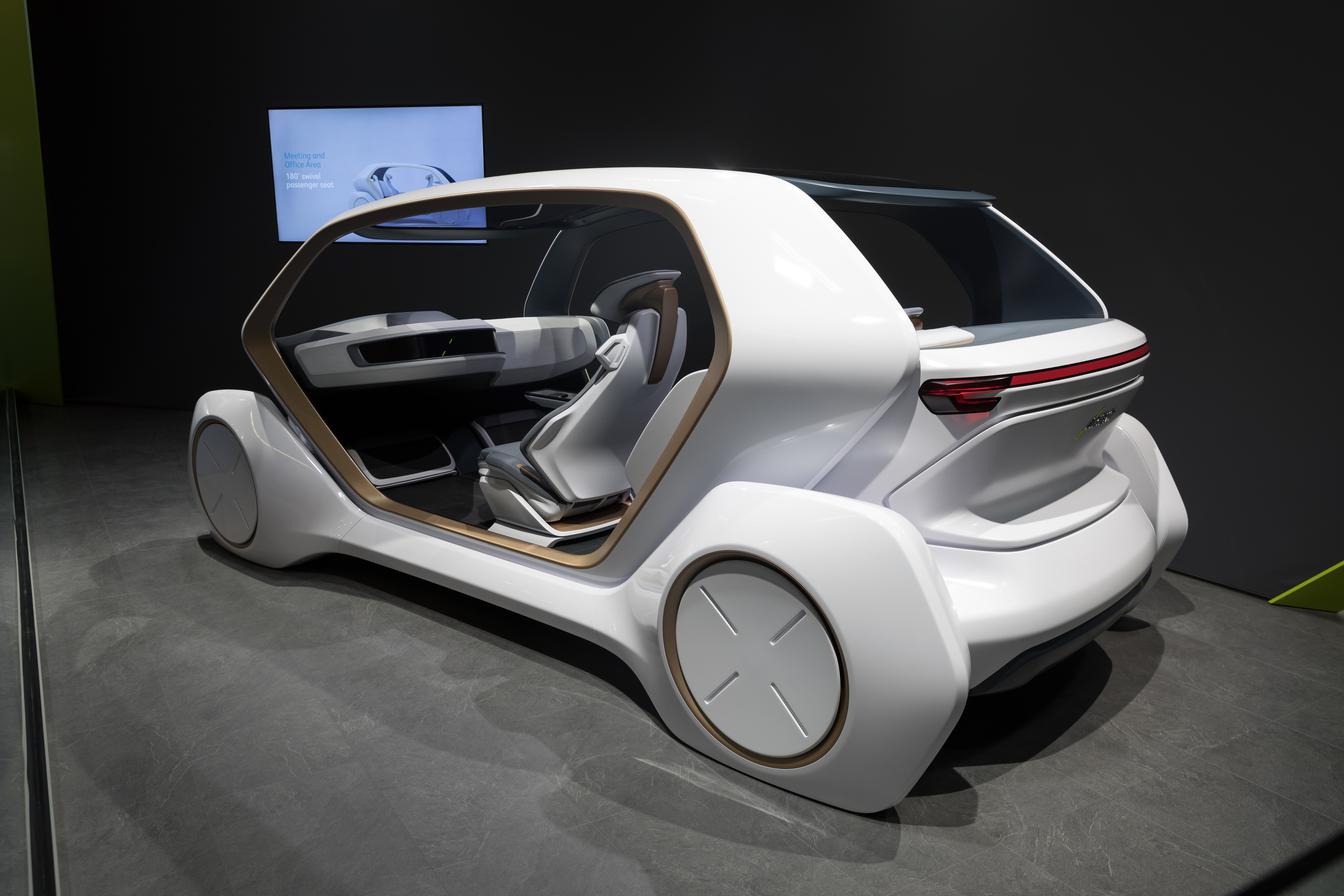
概念车

2016年从江森自控中剥离出来成立， 截至2017年，公司有86,000名员工，在全球34个国家地区拥有250家工厂。 

2020年2月将合资公司30%股份卖给延锋汽车饰件系统，获利3.79亿美元。